# إيرل إم. براون
إيرل إم. براون هو سياسي أمريكي، ولد في 14 فبراير 1926 في مقاطعة أمهيرست في الولايات المتحدة، وتوفي بنفس المكان في 10 سبتمبر 1969. انتخب عضو مجلس نواب فرجينيا ‏.